# 申鉉俊
申鉉俊（韓語：신현준，1915年10月23日—2007年10月14日），本貫平山（평산），曾任大韓民國海軍陸戰隊中將及首任司令（1949年－1953年），並獲頒美軍銀星勳章及另外5項韓國政府所頒的獎章。在1946年以上尉軍銜加入韓國海軍，1949年4月15日創立海軍陸戰隊時，以中校階級擔任司令，並於同年7月1日升上校，他至韓戰結束為止均為韓國海軍陸戰隊指揮官。
1961年以中將階級退役後，申鉉俊尚擔任過韓國駐摩洛哥大使、韓國駐教廷大使、世界反共聯盟第5任秘書長等職位。晚年移居美國，2007年10月14日於邁阿密去世。

## 學歷
- 滿洲國軍官學校第5期
- 大韓民國陸軍官校第2期
- 大韓民國陸軍大學（朝鲜语：대한민국 육군대학）畢業
- 韓國國防大學畢業